# Maloata
Maloata è un villaggio delle Samoa Americane appartenente alla contea di Lealataua del Distretto occidentale. Ha una superficie di 3,2 km² e in base al censimento del 2000, ha 17 abitanti.

## Geografia fisica
Il territorio del villaggio comprende una piccola zona lungo la costa settentrionale dell'isola Tutuila ed è attraversato dal ruscello Maloata; del territorio ne fanno parte anche gli scogli Tafola.